# 20495 Rimavská Sobota
20495 Rimavská Sobota là một tiểu hành tinh vành đai chính với chu kỳ quỹ đạo là 1528.6808554 ngày (4.19 năm).
Nó được phát hiện ngày 15 tháng 8 năm 1995.